# Evangeli Copte dels Egipcis
|  | No s'ha de confondre amb Evangeli grec dels Egipcis. |

L'Evangeli Copte dels Egipcis és un títol convencional pres del segon títol que apareix a l'epíleg del manuscrit que porta per títol Llibre sagrat del gran Esperit invisible. És un text gnòstic del segle ii redactat en llengua copta. És un dels manuscrits trobats a Nag Hammadi el 1945, en els Còdex III, 2 i IV, 2 del conjunt conegut com a Manuscrits de Nag Hammadi.

## Descripció
Pot ser datat a l'últim quart del segle ii i prové dels gnòstics setians que veien Jesús de Natzaret com una reencarnació de Set, el tercer fill d'Adam. Pròpiament, aquest escrit no és un evangeli convencional, ja que les revelacions de Jesús són indirectes i no directes. El nom d'Evangeli s'ha imposat en tots els estudis i les traduccions d'aquesta obra.
El títol, Evangeli dels Egipcis, significa que aquest text conté una "bona nova", el relat de la revelació gnòstica que fa el Pare secret o Esperit invisible. La seva finalitat és l'ensenyança d'una litúrgia que es transcriu al final de l'obra que es transmet entre els creients egipcis. En els còdex dels manuscrits de Nag Hammadi hi ha dues transcripcions de l'Evangeli. Les dues versions són traduccions del grec al copte, però la versió del Còdex IV és més fidel a l'original, encara que no tan completa com la del Còdex III.
La redacció del text és exotèrica, és a dir, per la gent de fora del grup dels gnòstics. Consta de quatre parts, que contenen subdivisions. La primera part presenta l'Esperit invisible, caracteritzat per la llum i el silenci la seva expansió transcendent i el contingut de la seva esfera, i resenta un panteó celestial a través de cinc doxologies. La segona explica l'origen, la continuïtat i l'alliberament de la generació de Set. La tercera part és una secció que actualitza l'ensenyança gnòstica amb himnes d'alabança per la il·luminació i regeneració que porta el gnosticisme. La quarta part és la conclusió sobre l'origen i la custòdia d'aquest llibre diví que es va originar al començament de l'univers, amb Set, fill d'Adam. El text, marcat també per l'esoterisme, indica una tradició on el baptisme és una iniciació.